# Philodromus satullus
Philodromus satullus là một loài nhện trong họ Philodromidae.
Loài này thuộc chi Philodromus. Philodromus satullus được Eugen von Keyserling miêu tả năm 1880.